# Rocinela propodialis
Rocinela propodialis är en kräftdjursart som beskrevs av Richardson1905. Rocinela propodialis ingår i släktet Rocinela och familjen Aegidae. Inga underarter finns listade i Catalogue of Life.